# Бернардо Клаварецца
Бернардо Клаварецца (итал. Bernardo Clavarezza; Генуя, 1560 — Генуя, 1627) — дож Генуэзской республики.

## Биография
Сын Леонардо Клаварецца и Поммелины Кампанаро, родился в Генуе около 1560 года. В ходе реформы титулования в 1528 году семейство Клаварецца, происходившее из Савиньоне, породнилось с родом Чибо.
Образованный в литературных вопросах и в военной отрасли, Бернардо был отправлен в 1590 году в Савону комиссаром крепости Приамар. В том же десятилетии он вернулся в Геную и занимал должности чиновника магистрата иностранной валюты. Как капитан между 1600 и 1601 годами он был отправлен в капитанство на территории Кьявари, где осуществлял правосудие от имени Республики Генуя. В 1601 году Бернардо был избран сенатором Республики. Благодаря его твердости в борьбе с преступностью, он был назначен, вместе с Джорджо Чентурионе, дожем Агостино Дориа в 1602 году ответственным за разработку предложений о более эффективных законах по борьбе с преступностью.
Далее Бернардо работал в магистрате безопасности (1604), служил прокурором, комендантом Палаццо Дукале (с 1603 года), сотрудником магистрата иностранной валюты. В 1606 году он закупил для республики партию оружия, в том числе значительное число пушек, а также новые часы для колокольни собора Святого Лаврентия и новый орган. Далее Бернардо служил судьей в магистрате милосердия и комиссаром цен на масло (1607). В статусе посла Республики он принял участие 20 октября 1608 года свадьбе Козимо II Медичи и Марии Магдалены Австрийской.
В 1609—1610 годах Бернардо занимал ряд должностей в различных республиканских ведомствах, в третий раз был избран сенатором. По поручению правительства в 1612 году он был отправлен на территории Россильоне и Овады как военный комиссар с целью инспектировать форты и замки и обучать солдат, но по состоянию здоровья Бернардо отказался от этой работы.

### Правление
Его избрание дожем, 91-м в истории республики, состоялось 25 апреля 1615 года, 228 голосами из 400. Интронизация состоялась в соборе 8 июня епископом Вентимильи Джироламо Курло.
Дож Бернардо Клаварецца в анналах Республики остался как твердый в принятии решений правитель. 2 сентября 1616 года он издал указ о борьбе с французскими шпионами.
По истечении мандата 25 апреля 1617 года Бернардо был избран пожизненным прокурором и главой магистрата Корсики. В 1623 году, вместе с Камилло Монельей, он был отправлен в Савону, чтобы подготовить новую линию укреплений местной гавани. В 1625 году во время войны Генуи против савойско-французского альянса Клаварецца был направлен в окрестности Сестри-Поненте во главе армии, где, с Джорджо Чентурионе, принял командование группой войск на побережье между Вентимилья и Албенги.
Далее он был назначен главой военного магистрата, а 27 апреля 1627 года умер в Генуе, оставив своей единственной наследницей сестру Франческетту, поскольку детей в браке он не имел.